# Споменик краљу Александру I Карађорђевићу у Крагујевцу
44° 00′ 37″ С; 20° 53′ 34″ И / 44.0102229° С; 20.8928937° И
Споменик краљу Александру I Карађорђевићу у Крагујевцу налази се у насељу Стара радничка колонија, испред зграде Соколане. Подигнут је 1999. године у част краља Александра, на иницијативу Соколског друштва, старих „Колонаца“ и многих грађана Крагујевца. Аутор споменика је вајар Зоран Илић.
У Крагујевцу је до краја Другог светског рата постојао већи и монументалнији споменик краљу Александру, подигнут 1936. године, али је он 1946. срушен и његова даља судбина није позната.

## Историја

### Први споменик
Први споменик краљу Александру I Карађорђевићу у Крагујевцу подигнут је 1936. године и према речима Ђорђа Миловановића, историчара уметности у Заводу за заштиту споменика културе у Крагујевцу „ово монуметално скулпторско дело било је једно од најлепших споменичких остварења посвећеног овом владару”.
Био је то рад вајара Драгомира Арамбашића, висок 6 метара и тежак 2 тоне. Изливен је у Крагујевцу од топовских цеви. Представљао је краља у официрској униформи, онаквог какав је био када је са народом прелазио преко Албаније. Уз велику народну свечаност освештан је и откривен на Видовдан 1936. године. Налазио се испред управне зграде „Заставе”. На предњој страни постамента било је исписано „Чувајте Југославију”.
У пролеће 1946. године, уз помоћ руских самохотки за које су биле везане челичне сајле, споменик је срушен и одвучен у фабрички круг. Његова даља судбина није позната. Неке претпоставке су да је закопан, претопљен или је завршио у иностранству. У Заводу за заштиту споменика културе тврде да је геомагнетним снимањем тла око Ливнице нађена „огромна маса под земљом”, али да не може да се зна шта је то док се не ископа, за шта су потребна значајна средства и дозволе.
Најстарији Крагујевчани сећају се да су Солунци дуго долазили на место где се налазио споменик и полагали цвеће.

### Нови споменик
Данас се споменик краљу Александру I Карађорђевићу, далеко мањих димензија, налази у насељу Стара радничка колонија, испред зграде Соколане. Постављен је 1999. године на иницијативу Соколског друштва и многих грађана Крагујевца, на месту где се некада налазила краљева биста, која је откривена 2. октобра 1938. године, а уништена после Другог светског рата, као и стари споменик испред управне зграде „Заставе”. Споменик је израдио 1999. године крагујевачки вајар Зоран Илић. Споменик представља стојећу фигуру Краља у официрској униформи, који се ослања на сабљу. На предњој страни постамента налази се грб Србије изнад кога је написано: „Краљ ујединитељ Александар Карађорђевић”.
Године 2021. покренута је иницијатива да се у Крагујевцу поново изгради монументални споменик краљу Александру I Карађорђевићу. Иницијативу су поднели Равногорски покрет и Удружење избеглих, прогнаних и угрожених лица Србије, а у образложењу је, између осталог, писало: „Сматрамо да је краљ Александар I Карађорђевић, ујединитељ јужних Словена и прва жртва фашиста заслужио да се његова обележја отргну од заборава”.